# Euxoa cleui
Euxoa cleui là một loài bướm đêm trong họ Noctuidae.